# رودینا (استان کرجالی)
رودینا (به بلغاری: Rudina) یک منطقهٔ مسکونی در بلغارستان است که در شهرستان کاردژالی واقع شده‌است.